# Ticvaniu Mare (gmina)
Ticvaniu Mare – gmina w okręgu Caraș-Severin w Rumunii. Składa się ze wsi Cârnecea, Secășeni, Ticvaniu Mare i Ticvaniu Mic.
Według spisu powszechnego z 2011 roku gminę zamieszkiwały 1984 osoby, przy 1951 osobach według spisu z 2002 roku. Zdecydowaną większość z nich stanowią Rumuni (61,95%), największą mniejszość narodową stanowią Romowie (32,41%). 79,94% mieszkańców stanowią osoby wyznające prawosławie, zaś 6,05% wyznawcy Kościoła Rumuńskiego.